# گوی‌گول
گوی‌گول (به لاتین: Göygöl) شهری در شهرستان گوی‌گول کشور جمهوری آذربایجان است. جمعیت این شهر بر اساس سرشماری سال ۱۹۸۹ میلادی، ۱۵٫۳۳۸ نفر و بر اساس سرشماری سال ۲۰۱۰ میلادی، ۳۷٬۲۸۰ بوده‌است.